# Endotherme

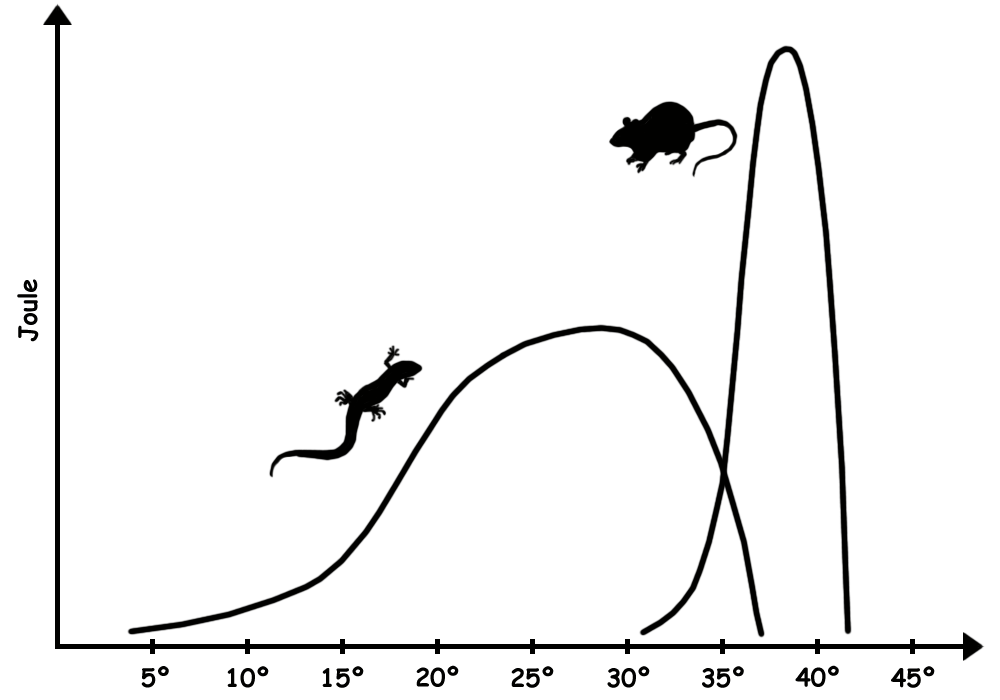
Comparaison de la production de chaleur d'un ectotherme (un lézard) et d'un endotherme (une souris) en fonction de la température corporelle.

On qualifie un animal d'endotherme (du grec ancien ἔvδον / endon « à l'intérieur » et θέρμη / thermē « chaleur ») lorsqu'il génère de l'énergie thermique majoritairement par son métabolisme interne pour réguler sa température corporelle indépendamment des conditions thermiques externes. Le contrôle thermique s'effectue principalement par le biais du métabolisme standard, cependant, lors de phases de froid intense ou d'activité réduite, des processus tels que le frisson peuvent contribuer à élever la température corporelle de l'individu.
Ces êtres vivants, souvent désignés comme « à sang chaud », se distinguent des ectothermes qui ne génèrent que très peu ou pas de chaleur de manière autonome et qui s'appuient essentiellement sur la température environnante.
On ne considère réellement que les oiseaux et les mammifères comme des animaux endothermes. Toutefois, le tégu d'Argentine, la tortue luth, les cigales et les bourdons (insectes du genre Bombus), ainsi que quelques autres exceptions rares sont mésothermes, ce qui signifie qu'ils peuvent présenter des traits d'organismes endothermes et ectothermes. Notamment, certaines espèces de pythons et de tégus présentent une endothermie reproductrice saisonnière, c'est-à-dire qu'ils ne sont endothermes que lors de leur saison de reproduction.

## Mécanismes

### Génération et maintien de chaleur
Un grand nombre de mitochondries par cellule est souvent observé chez les animaux endothermes comparativement aux ectothermes. Ceci leur donne la capacité de générer de la chaleur en accélérant le rythme de métabolisation des graisses et des sucres. Ainsi, afin de soutenir leur métabolisme plus actif, les animaux endothermes nécessitent généralement une alimentation plus abondante que les ectothermes.
Environ deux tiers de la chaleur produite par le corps humain au repos provient du métabolisme des organes internes situés dans la cavité thoracique et abdominale, ainsi que du cerveau. Le cerveau est à l'origine d'approximativement 16% de la chaleur totale émise par le corps.

### Perte de chaleur contrôlée
De nombreux animaux endothermes utilisent temporairement l'hypothermie contrôlée pour économiser de l'énergie, permettant ainsi à leur température corporelle de descendre presque jusqu'à atteindre celle de l'environnement. On peut observer des cycles circadiens courts et constants, connus sous le nom de torpeur, ou des cycles beaucoup plus étendus, pouvant aller jusqu'à la saisonnalité, appelés hibernation. De nombreux petits oiseaux (tels que les colibris) et petits mammifères (comme les tenrecs) voient leur température corporelle diminuer considérablement pendant les périodes d'inactivité, par exemple la nuit pour les diurnes ou durant le jour pour ceux qui sont nocturnes. Ce phénomène permet de diminuer le coût énergétique lié au maintien de leur température corporelle.
Un abaissement cyclique moins extrême de la température corporelle se manifeste également chez d'autres grands endothermes : par exemple, l'activité métabolique humaine se réduit durant le sommeil, provoquant une diminution de la température générale, habituellement d'environ un degré Celsius. Il existe d'autres fluctuations de température, généralement moins prononcées, qui sont soit endogènes, soit en réaction à des facteurs externes ou à une activité intense, pouvant entraîner tant une élévation qu'une baisse.

### Se prémunir contre l'hypothermie et l'hyperthermie
L'hypothermie représente un risque important pour les animaux de petite taille, en raison de leur plus grand rapport aire-volume. De plus, les petits animaux endothermes se protègent du froid grâce à leur fourrure ou leurs plumes. Des créatures aquatiques endothermes, à l'instar du phoque, possèdent généralement une épaisse couche de graisse sous leur derme. Les manchots possèdent une épaisse couche de graisse et un plumage dense qui capture l'air tiède. Les oiseaux, notamment les limicoles (de petits échassiers), disposent généralement de mécanismes de thermorégulation très perfectionnés au niveau de leurs pattes. Celles des manchots empereurs font partie des adaptations qui leur permettent de survivre pendant plusieurs mois sur la glace froide de l'Antarctique. Face au froid, de nombreux animaux à sang chaud diminuent aussi le cours sanguin vers la peau par vasoconstriction pour minimiser la déperdition de chaleur. Par conséquent, ils deviennent blancs.
Dans les zones équatoriales et pendant les étés modérés, l'hyperthermie représente un risque aussi sérieux que l'hypothermie. Sous des conditions de chaleur intense, la plupart des animaux à sang chaud commencent à haleter, ce qui aide à se rafraîchir en augmentant l'évaporation par le souffle. Les mammifères dépourvus de poils ou à pelage court, tels que les humains et les chevaux, ont la capacité de transpirer, ce qui leur permet de se rafraîchir par l'évaporation de leur sueur. Les éléphants maintiennent leur fraîcheur en se servant de leurs grandes oreilles comme un système de refroidissement : leur finesse et la proximité des vaisseaux sanguins avec la surface cutanée favorisent une circulation accrue d'air autour d'elles, ce qui rafraîchira le sang. Ce dernier, circulant dans le réseau sanguin, contribuera ensuite à abaisser la température corporelle générale.

## Avantages et inconvénients

### Avantages
Un des avantages majeurs de l'endothermie par rapport à l'ectothermie est la résistance aux fluctuations de température externe. Les animaux endothermes maintiennent une température idéale pour leurs fonctions vitales, indépendamment de leur environnement.
Les endothermes régulent leur température via des mécanismes internes d'homéostasie. Chez les mammifères, deux processus de thermorégulation sont en action : l'un qui élève la température et l'autre qui la réduit, offrant ainsi un haut niveau de maîtrise.
Le taux métabolique total d'un animal double avec chaque augmentation de 10 °C (18 °F), limité par le besoin d'éviter l'hyperthermie. L'endothermie ne favorise pas une plus grande rapidité physique de l'animal. Cependant, à poids égal et dans des circonstances optimales, les ectothermes ont fréquemment du mal à conserver un métabolisme actif aussi longtemps que les endothermes.
Les animaux endothermes peuvent montrer une activité optimale à divers moments du cycle diurne et nocturne dans des milieux où les variations de température entre le jour et la nuit sont significatives, ainsi que plus fréquemment au cours de l'année dans des milieux où les écarts saisonniers de température sont considérables.

### Inconvénients
Le principal désavantage de l’endothermie est qu'elle nécessite un effort énergétique supplémentaire pour maintenir une température corporelle adéquate, et donc une plus grande quantité de nourriture à consommer comparativement aux ectothermes.